# Vivir de ilusión
Vivir de ilusión (título original: The Music Man) es una película musical estadounidense de 1962 protagonizada por Robert Preston en el papel de Harold Hill y Shirley Jones como Marian Paroo. La película está basada en el musical homónimo de Broadway de 1957 creado por Meredith Willson y se convirtió en uno de los grandes éxitos filmográficos del año. 
En 2005, Vivir de ilusión fue seleccionada para su preservación en el Registro Nacional Cinematográfico de la Biblioteca del Congreso de los Estados Unidos por ser "cultural, histórica o estéticamente significativa".

## Argumento
En julio de 1912, un viajante, el "Profesor" Harold Hill (Robert Preston) llega a  River City, Iowa, con la idea de estafar a los testarudos nativos de ese estado. Haciéndose pasar por un director de bandas de música, el Profesor Hill planea la estafa a los ciudadanos de River City haciéndoles creer que se va a crear una banda de música juvenil, incluyendo instrumentos, uniformes y partituras. Una vez que haya recogido todo el dinero y los instrumentos y los uniformes hayan llegado, tomará el tren que parta de la ciudad dejándoles sin dinero ni banda.

## Reparto
Gran parte de los miembros del reparto original de Broadway aparecen en la película, incluyendo a Robert Preston, Pert Kelton y Susan Luckey.
La película convirtió a Robert Preston en una de las principales figuras del momento después de años de trabajo en papeles secundarios o en películas de segunda categoría. También fue uno de los primeros papeles en el que Preston no moría.
Aunque Preston había conseguido notable éxito con su interpretación en la versión teatral, no era la primera elección para el papel en la película, debido en gran parte a su escasa fama. Jack L. Warner, quien era conocido por filmar versiones de musicales con protagonistas diferentes a los intérpretes originales, quería a Frank Sinatra en el papel del Profesor Harold Hill, pero Meredith Willson insistió en la opción de Preston. Cary Grant fue otra de la opciones barajadas para el papel de Hill pero lo declinó apuntando que "nadie podría interpretar mejor ese papel que Bob Preston".

Robert Preston	....	Harold Hill

Shirley Jones	.... 	Marian Paroo

Buddy Hackett	.... 	Marcellus Washburn

Hermione Gingold	.... 	Eulalie Mackechnie Shinn

Paul Ford	.... 	Mayor George Shinn

Pert Kelton	.... 	Mrs. Paroo

Vern Reed	.... 	Jacey Squires

Al Shea	.... 	Ewart Dunlop

Bill Spangenberg	.... 	Olin Britt

Wayne Ward	.... 	Oliver Hix

Timmy Everett	.... 	Tommy Djilas

Susan Luckey	.... 	Zaneeta Shinn

Ron Howard	.... 	Winthrop Paroo

Harry Hickox	.... 	Charlie Cowell

Charles Lane	.... 	Constable Locke

Adnia Rice	.... 	Alma Hix

Peggy Mondo  ....    Ethel Toffelmier

Mary Wickes	.... 	Mrs. Squires

Sara Seegar	.... 	Maud Dunlop

Ronnie Dapo ....    Norbert Smith

Jesslyn Fax	.... 	Avis Grubb

Monique Vermont	.... 	Amaryllis

## Canciones
Warner Bros. Records publicó el disco con la banda sonora de la película. El listado de canciones es el siguiente:
- Rock Island - Chorus Salesmen
- Iowa Stubborn - Chorus
- Ya Got Trouble - Robert Preston and The Ensemble
- The Piano Lessons / If I Don't Mind my Saying So - Shirley Jones / Pert Kelton
- Goodnight My Someone - Shirley Jones / Monique Vermont
- 76 Trombones - Robert Preston / Chorus
- Sincere (Song)|Sincere - The Buffalo Bills
- Pick a Little, Talk a Little/ Goodnight, Ladies - Hermione Gingold / Chorus Girls / The Buffalo Bills
- The Sadder-but-Wiser Girl - Robert Preston
- Marian The Librarian - Robert Preston / Chorus / Shirley Jones
- Gary, Indiana (song)|Gary, Indiana - Robert Preston / Pert Kelton
- Being in Love - Shirley Jones / Pert Kelton
- Wells Fargo Wagon - Chorus / Ronny Howard / The Buffalo Bills
- Lida Rose/Will I Ever Tell You - The Buffalo Bills / Shirley Jones
- Gary Indiana (Reprise) - Ronny Howard / Pert Kelton / Shirley Jones
- Lida Rose (Reprise)
- Shipoopi - Buddy Hackett / Chorus
- Till There Was You - Shirley Jones
- It's You
- 76 Trombones / Goodnight My Someone (Reprise) - Robert Preston / Shirley Jones
- Til There Was You (Reprise)
- 76 Trombones (2 Reprise) End Credits - Chorus